# ارنست سی. پولارد
ارنست چارلز پولارد (انگلیسی: Ernest Charles Pollard؛ ۱۶ آوریل ۱۹۰۶ – ۲۴ فوریهٔ ۱۹۹۷) زیست‌فیزیک‌دان اهل انگلستان بود.
او در زمینهٔ تکامل سیستم‌های راداری در جریان جنگ جهانی دوم فعالیت داشت و پژوهش‌هایی بر روی خصوصیت‌های فیزیکی سلول‌های موجودات زنده انجام داد. وی مؤلف چندین کتاب مرجعِ علمی و بیش از ۲۰۰ مقالهٔ پژوهشی در زمینهٔ فیزیک هسته‌ای و بیوفیزیک پرتوها بود.